# Paso (equitación)

El paso, un aire o movimiento de cuatro golpes.

Caballo andaluz mostrando el paso español.

El paso es un aire o movimiento particular del caballo en el dominio de la equitación. Se trata de un aire o movimiento marcado en cuatro tiempos, dejando oír cuatro golpes iguales.

## Mecanismo
Un caballo efectúa en un ciclo los golpes siguientes :
- Posterior derecho.
- Anterior derecho.
- Posterior izquierdo.
- Anterior izquierdo.

## Amplitud
Al paso libre o paso alargado, las huellas dejadas por las patas posteriores sobrepasan a las dejadas por las anteriores homolaterales. Al mínimo, las huellas de las posteriores recubren a las de las anteriores, pero es considerado un defecto que las huellas de las posteriores queden detrás de las correspondientes huellas de las anteriores.

## Utilización
Se considera necesario que el caballo tenga un buen paso, alargado, regular, y firme. (cf: Il est de toute nécessité que le cheval ait un bon pas, allongé, régulier et ferme, James Fillis, Principes de dressage et d'équitation).

## Doma clásica (adiestramiento)
En las pruebas de doma clásica, se distinguen :
- Paso concentrado;
- Paso medio;
- Paso alargado.

El paso libre es un movimiento en el cual se da al caballo la entera libertad de bajar la cabeza y extender el cuello.

## Defectos
Es durante el paso que las imperfecciones del adiestramiento se manifiestan en forma más abierta. Particularmente, un acercamiento demasiado temprano de las extremidades puede degradar sensiblemente la calidad del paso ; en efecto, cuando las batidas anteriores y posteriores homolaterales se acercan, el paso tiende a ser un movimiento casi lateral, lo que es considerado una irregularidad, y lo que es evaluado negativamente en las competiciones de adiestramiento ecuestre.